# 星月童話
《星月童話》是一部在1999年上映的香港電影。電影在日本及香港取景拍攝。

## 劇情簡介
日本人Hitomi（常盤貴子）與未婚夫達也（張國榮）約定一起到香港生活。不幸的是，達也在一次交通意外中喪生。Hitomi只好獨自到達也在香港的住所，在一次偶然機會下遇到與達也有着相同樣貌的警隊臥底石家寶（張國榮）。
之後家寶在一次行動中受到同僚嫁禍迫害，幸得Hitomi捨命相救及照顧。在生死邊緣間，兩人都對對方暗生愛意。

## 簡介
這是日劇女王常盤貴子首次拍攝香港電影，常盤貴子希望經紀公司能撮合她和偶像張國榮同台演出，後來也促成拍攝《星月童話》。

## 主演
- 張國榮 飾 達也/石家寶
- 常盤貴子 飾 瞳 (Hitomi)
- 楊紫瓊 飾 阿姐 (石家寶已故前女友姊姊)
- 廖啟智 飾 阿東
- 李香琴 飾 包租婆
- 星野有香 飾 友子 (瞳之好友)
- 李燦森 飾
- 高捷 飾 捷哥
- 惠天賜 飾 高警司（配音：高翰文）
- 成珈瑩 飾 雯雯
- 白嘉倩 飾 肥妹

## 獎項
| 頒獎典禮                 | 獎項       | 名單   | 結果 |
| ------------------------ | ---------- | ------ | ---- |
| 2000年度日本香港電影通信 | 最佳男演員 | 張國榮 | 獲獎 |